# دروج نسو
نَس یا نَساییا نسو یا نسوش یا دروخش نسوش یا دروج نسو برپایه مزدیسنا نام دیوی است که بر تنِ مرده می‌تازد و آن را ناپاک می‌کند. این دیو هنگامی که در تن کسی حلول می‌کرد، آن فرد می‌مرد. دروخش نسوش ناپاک‌ترین و خطرناک‌ترین دیوها بود. به همین جهت به همان اندازه ای که این دیو ناپاک و نجس و خطرناک بود، آن لاشه و مرده نیز نجس و خطرناک محسوب می شد و هر کس از سه قدمی به مرده ای نزدیک‌تر می‌شد، ناپاک شده و لازم بود مراسم دیوزدایی و برشنوم که غسل مس میت بود درباره اش انجام شود تا پاک شود.
برپایه باورهای بهدینان این دیو را با بردن نام یکی از امشاسپندان به ویژه خرداد بر سر مرده و پاره‌ای آیین‌های دیگر می‌توان او را دور نمود.

## واژه‌شناسی
این نام در پهلوی نَس nas و نسوش nasuš آمده‌است و از ریشه واژه پهلوی nasā و واژه اوستایی -nasav به معنای تنِ مُرده می‌باشد.